# Harper (Iowa)
Harper es una ciudad ubicada en el condado de Keokuk en el estado estadounidense de Iowa. En el Censo de 2010 tenía una población de 114 habitantes y una densidad poblacional de 494,56 personas por km².

## Geografía
Harper se encuentra ubicada en las coordenadas 41°21′49″N 92°3′3″O / 41.36361, -92.05083. Según la Oficina del Censo de los Estados Unidos, Harper tiene una superficie total de 0.23 km², de la cual 0.23 km² corresponden a tierra firme y (0%) 0 km² es agua.

## Demografía
Según el censo de 2010, había 114 personas residiendo en Harper. La densidad de población era de 494,56 hab./km². De los 114 habitantes, Harper estaba compuesto por el 94.74% blancos, el 0% eran afroamericanos, el 0.88% eran amerindios, el 0% eran asiáticos, el 0% eran isleños del Pacífico, el 1.75% eran de otras razas y el 2.63% pertenecían a dos o más razas. Del total de la población el 5.26% eran hispanos o latinos de cualquier raza.